# Cervantes (Bruno Frank)
Cervantes ist ein Roman von Bruno Frank aus dem Jahr 1934. Er schildert verschiedene Lebensstationen des spanischen Dichters Miguel de Cervantes (1547 – 1616).

## Entstehungsgeschichte
Bruno Frank schrieb diesen Roman im Exil, nachdem er im September 1933 aus dem nationalsozialistischen Deutschland hatte fliehen müssen. Das Buch erschien erstmals 1934 in Amsterdam. Es war nach Trenck – Roman eines Günstlings sein zweiter historischer Roman. Er selbst bezeichnete ihn als autobiografisch und versah ihn anfangs mit dem Titel Ein Mann namens Cervantes. Martin Gregor-Dellin nennt Cervantes und Trenck „das große Zweigestirn im Romanwerk Bruno Franks“.

## Inhalt
Der Roman – in zwei Bücher geteilt – beschreibt verdichtet die wichtigen Stationen des Verfassers von Don Quijote.
Das erste Buch schildert die frühen Geschehnisse im Leben des Protagonisten Cervantes. Als junger Kammerdiener des Kardinals Giulio Aquaviva reist er 1569 mit diesem nach Rom. Später wird er von hier aus als Soldat in die Seeschlacht von Lepanto (1571) ziehen, in der Juan de Austria gegen die Türken unter Selim II. kämpft. In der Schlacht wird sein linker Unterarm so verletzt, dass die linke Hand gelähmt bleibt. Auf der Rückreise von Italien nach Spanien wird er von Piraten gefangen genommen und nach Algier gebracht. Hier wird er fünf Jahre festgehalten, bevor er freigekauft nach Spanien zurückkehrt.
Frank beleuchtet die Entwicklung seines Cervantes von einem jungen Dichter zu einem verzweifelten Einarmigen. Hierbei beschreibt er ebenso klar wie kurz die wichtigen Personen, denen Cervantes begegnet. Unter diesen befindet sich auch Philipp II. Ähnlich wie Friedrich der Große in Franks Roman Trenck (1926), wird auch hier der Herrscher „kontrapunktisch“ eingeführt. Das zweite Buch wird im Kapitel Escorial den Tod des Königs beschreiben.
Nachdem Cervantes nunmehr nach Spanien zurückgekehrt ist, widmet sich das zweite Buch seinem Leben in der Heimat bis zum Verfassen von Don Quijote. Frank beschreibt seinen Cervantes als einen Mann, der sich erfolglos als Schriftsteller am Madrider Theater Lope de Vegas versucht und schließlich, um nicht zu verhungern, als verhasster königlicher Steuereintreiber durch das Land zieht, bis er aufgrund diffuser Vorwürfe eingesperrt wird. In der Haft wird er sein großes Lebenswerk Don Quijote schreiben.
Cervantes wird in diesem Roman als Mann beschrieben, den es erst nach oben drängt, der hierbei aber immer wieder zurückgewiesen wird und der schließlich verstümmelt, arm, von der Welt enttäuscht und abermals eingesperrt einen der großen Romane der spanischen Literatur und der gesamten Literaturgeschichte schreibt.

## Erstausgabe
- Bruno Frank: Cervantes. Roman. Amsterdam: Querido Verlag, 1934.

## Andere Ausgaben
- Bruno Frank: A man called Cervantes. Translated by Helen Tracy Porter-Lowe. London: Cassell, 1934.
- Bruno Frank: Un hombre llamado Cervantes; [traducción de Mercedes Figueras], Córdoba : Almuzara, ISBN 978-84-16392-31-5
- Bruno Frank: Cervantes. Roman. Herausgegeben und mit einem Nachwort von Martin Gregor-Dellin. München: Nymphenburger Verlagshandlung, 1978.
- Bruno Frank: Cervantes (Lesung im MDR, Sprecher: Ulrich Noethen)[2]